# Histoire des chemins de fer britanniques

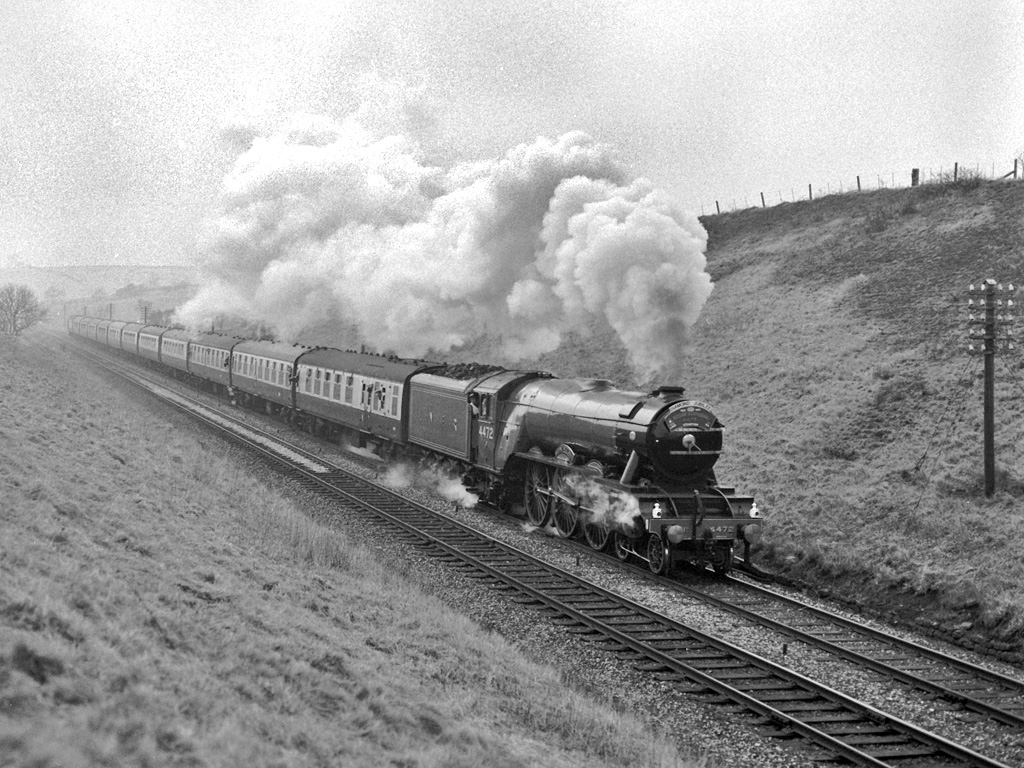
Passage d'une Flying Scotsman et de son convoi approchant de Clapham près de Londres.

Le réseau ferroviaire de Grande-Bretagne, le principal territoire du Royaume-Uni, est le plus ancien au monde. Le réseau est originellement construit à partir de tronçons épars exploités par de petites compagnies privées. Ces tronçons se développent pendant le boom des chemins de fer des années 1840 et finissent par constituer un réseau national, même s'ils demeurent toujours exploités par des dizaines de compagnies en concurrence. Au cours du XIXe siècle et au début du XXe, celles-ci fusionnent ou sont achetées par des concurrents jusqu'à ce que seulement une poignée de compagnies plus importantes subsistent. Le réseau tout entier est placé sous le contrôle du gouvernement pendant la Première Guerre mondiale, on s'apercevra que le regroupement et  la planification présentent un certain nombre d'avantages. Cependant, le gouvernement résiste à l'appel de la nationalisation du réseau. En 1923, presque toutes les compagnies restantes sont regroupées dans ce que l'on appelle alors « The Big Four » (Les quatre grandes) : la Great Western Railway, la London and North Eastern Railway, la London, Midland and Scottish Railway et la Southern Railway. « The Big Four » sont des sociétés par action et elles continuent à faire fonctionner le réseau jusqu'au 31 décembre 1947.
À partir de 1948 « The Big Four » sont nationalisées afin de former la société British Railways. Bien que le service ne subisse que très peu de changements initiaux, le trafic augmente et le réseau devient rentable. Le nombre décroissant de passagers et les pertes financières de la fin des années 1950 et du début des années 1960 entraînent cependant la fermeture de lignes principales et des petites gares (plan de restructuration « Beeching Axe »). Les services aux passagers resurgissent avec l'introduction de trains inter-villes à grande vitesse dans les années 1970. Au cours des années 1980, le gouvernement réduit une grande partie des financements et les tarifs du rail augmentent donc plus vite que l'inflation. L'exploitation du réseau devient en outre plus rentable. British Rail est finalement privatisée entre 1994 et 1997. La société Railtrack devient propriétaire des voies et de l'infrastructure alors que l'exploitation des services voyageurs est confiée à différentes compagnies privées (26 à l'origine). Le service de fret est lui aussi vendu immédiatement. Le nombre de passagers transportés dépasse alors celui de la fin des années 1940. L'accident ferroviaire de Hatfield, survenu en octobre 2000, déclenche toutefois toute une série d'événements dont il résulte un effondrement complet de Railtrack et son remplacement par Network Rail, une compagnie de statut privé à but non lucratif et contrôlée par l'État. Entre-temps, la Grande-Bretagne, avec notamment la construction du tunnel sous la Manche en 1994, développe la grande vitesse ferroviaire.

## Avant 1830: les pionniers du rail

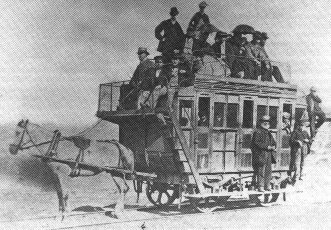
Le premier service de voyageurs à Oystermouth en 1807.

Même si l'idée de faire passer des chariots de fret dans des chemins de pierre dotés d'ornières remonte à la Grèce antique, les wagonnets sur rails en bois trouvent leurs origines dans l'Allemagne du XVIe siècle et la première utilisation de locomotives à vapeur a lieu en Grande-Bretagne. Les premières « routes ferrées » sont alors droites et construites à partir de poutres parallèles formant des rails sur lesquelles des chariots sont tirés par des chevaux. Ceux-ci perdurent jusqu'en 1793 quand Benjamin Outram construit un « tramway » long de 1,6 km sur des rails en fonte en forme de L. Ces rails deviennent obsolètes quand William Jessop commence à produire des rails en fonte sans rebords de guidage (les roues des chariots avaient des boudins de roue à la place). La fonte étant fragile, les rails avaient tendance à se briser facilement. Par conséquent, en 1820, John Birkinshaw introduit les rails en fer forgé, qui sont alors utilisés.
La toute première ligne de chemin de fer transportant des voyageurs est ouverte par la Oystermouth Railway en 1807, utilisant des charrettes tirées par des chevaux sur une ligne de tramway existante. Pourtant, trois ans auparavant, Richard Trevithick conçoit la première locomotive à vapeur (sans nom) à rouler sur des rails lisses.
Et le 21 février de cette même année, 10 tonnes de fer ainsi que 60 personnes désireuses de prendre part au convoi sont ainsi tractées par cette locomotive dans le Pays de Galles.
La première locomotive à vapeur exploitée commercialement avec succès est cependant la Salamanca, construite en 1812 par John Blenkinsop et Matthew Murray pour l'écartement de 1,219 m des voies de la Middleton Railway. La Salamanca était une locomotive à crémaillère: une roue dentée étant conduite par deux cylindres imbriqués au sommet de la chaudière à tube-foyer central, ce qui lui facilitait l'adhérence et la traction de convois lourds : d'une masse de 5 tonnes, elle pouvait en tracter jusqu'à 90. Ce modèle de locomotive fut utilisé durant une vingtaine d'années.
Entre-temps, en 1813, les ingénieurs William Hedley et Timothy Hackworth conçoivent la Puffing Billy, une locomotive destinée à être utilisée sur les lignes de tramway reliant Stockton à Darlington. Un an plus tard, George Stephenson amène une amélioration avec sa première locomotive. La Blücher est à présent la première à utiliser des roues à collerette unique. Cette réalisation convainc les commanditaires du chemin de fer de Stockton et Darlington de nommer Stephenson ingénieur de la ligne en 1821. Alors que le matériel était originellement prévu pour être tiré par des chevaux, Stephenson fait en sorte que des engins à vapeur puissent circuler sur la voie. L'acte du parlement autorisant la construction de la ligne est alors amendé pour permettre l'utilisation de locomotives à vapeur et le transport de passagers. La ligne longue de 40 km, inaugurée le 27 septembre 1825 avec la Locomotion n° 1 de Stephenson, est la première au monde permettant le transport commercial de passagers avec des locomotives à vapeur.
En 1827, Timothy Hackworth, nommé surintendant de la Stockton and Darlington Railway par Stephenson, conçoit la Royal George, locomotive alors considérée comme la plus puissante de son époque. Deux années plus tard, en 1829, le concours de Rainhill entraîne une importante évolution des locomotives. L'on y retrouve alors en compétition la Novelty, la Perseverance, la Cycloped, la Sans Pareil et la Rocket. Seule cette dernière arrive à terminer toutes les épreuves du concours.

## De 1830 à 1922: débuts du développement ferroviaire

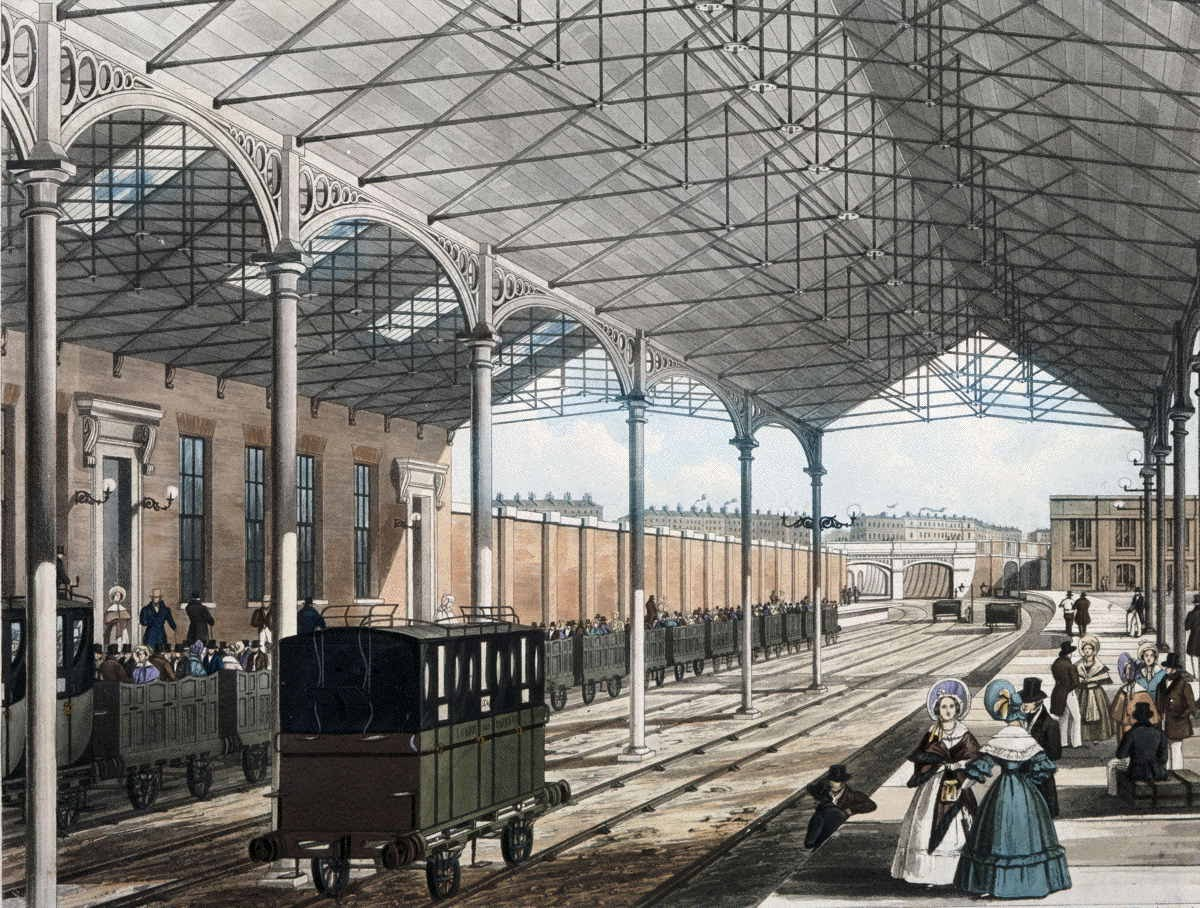
La gare d'Euston et ses marquises de fer forgé en 1837. À noter les voitures à ciel ouvert.

Les premiers chemins de fer publics sont mis en place en tant que simples relations ferroviaires locales et sont alors exploités par de petites compagnies de chemin de fer privées. Avec une rapidité croissante, de plus en plus de lignes sont construites, souvent sans même se soucier de leur éventuel potentiel de trafic. En termes d'exemple, Londres est reliée à Birmingham en 1838. Les années 1840, marquées par la Railway mania, sont de loin la plus importante décennie en matière de croissance ferroviaire en Grande-Bretagne. En 1840, le réseau ferré comprend 3 000 km de lignes peu nombreuses et plutôt dispersées. Mais dix ans plus tard, pratiquement tout un réseau est établi, avec plus de 10 000 km de lignes. La grande majorité des villes et des villages britanniques disposent alors d'une connexion ferroviaire, et parfois même jusqu'à deux ou trois. Au cours des XIXe et XXe siècles, la plupart des toutes premières compagnies ferroviaires indépendantes se regroupent ou sont rachetées par des concurrents, jusqu'à ce qu'une poignée seulement de grandes entreprises subsiste (c'est la Railway mania).
La période a également vu une augmentation constante de l'implication du gouvernement britannique, notamment en matière de sécurité. La « loi pour la réglementation des chemins de fer » a habilité la Chambre de commerce à nommer des inspecteurs des chemins de fer. La  Railway Inspectorate  est ainsi créée en 1840 afin d'en savoir davantage sur les causes des accidents, et de donner des recommandations afin de les éviter. Dès 1844, un projet de loi avancé devant le Parlement britannique suggère le rachat par l'État des chemins de fer, qui n'est pas adopté. Mais ce projet a néanmoins conduit à l'introduction de normes concernant la construction de voitures voyageurs ainsi que l'ajout obligatoire d'un minimum d'accommodation pour les voitures 3e classe (les Parliamentary trains) à ciel ouvert.

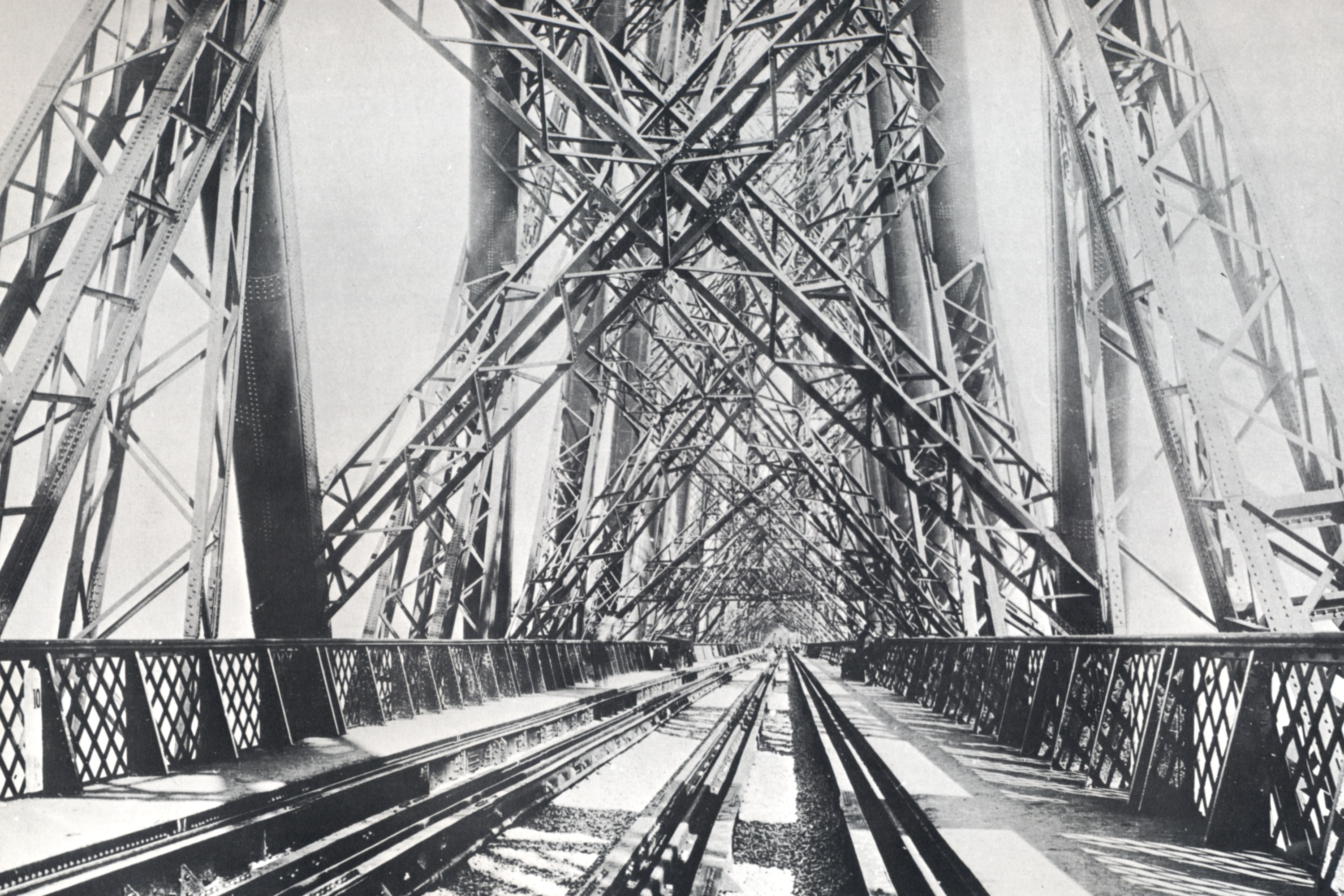
Le Pont du Forth en 1890.

La course du ferroviaire amène comme partout ailleurs à concevoir des tunnels ou viaducs particulièrement délicats à réaliser. Il en va ainsi pour le pont du Forth au nord d'Édimbourg en Écosse. Une compagnie entière, la Forth Bridge Railway Company, est créée pour en superviser la conception et la réalisation, qui aura nécessité au total près d'une dizaine d'années, entre 1880 et le 4 mars 1890, jour de son inauguration par le Prince de Galles en personne. À noter également la présence pour l'évènement de son fils le futur roi Georges V et des représentants des chemins de fer étrangers, parmi lesquels Gustave Eiffel.
La fin du XIXe siècle marque également les débuts de l'électrification en Grande-Bretagne, offrant de nombreux avantages en comparaison à la traction vapeur, notamment en matière d'accélération rapide (idéale pour les trains urbains – métro – et les trains de banlieue) ainsi que de puissance (lourds convois de fret dans les zones vallonnées et montagneuses). Ainsi de nombreux systèmes apparaissent dès les premières années du XXe siècle, préconisant pour la plupart notamment  l'utilisation d'un troisième rail et d'assez faibles tensions (de 500 à 1 000 V CC) comparées à celles utilisées jusqu'alors (de 1 500 V CC et 25 000 V AC).
L'ensemble du réseau ferré britannique est finalement placé sous le contrôle du gouvernement durant la Première Guerre mondiale, cette fusion et  la nouvelle planification révélant nombre d'avantages. Les députés conservateurs de la coalition gouvernementale ont toutefois résisté aux appels lancés pour la nationalisation des chemins de fer en 1921. À noter que le premier appel de ce genre avait déjà été proposé par William Ewart Gladstone, Premier ministre britannique, dès les années 1830.

## De 1923 à 1947: «The Big Four»
Le 1er janvier 1923, à travers le Railways Act 1921 (en), presque toutes les compagnies ferroviaires sont regroupées dans les  Big Four  (les « Quatre grandes », en référence aux quatre plus grandes compagnies de chemin de fer présentes de l'époque) : La Great Western Railway (GWR), la London and North Eastern Railway (LNER), la London, Midland and Scottish Railway (LMS) et la Southern Railway (SR). D'autres lignes, opérant sous le statut de joint railways (compagnies contrôlées par plus d'une compagnie dans ses activités) ne sont pas rattachées aux Big Four ; il s'agit notamment de la Somerset and Dorset Joint Railway et de la Midland and Great Northern Joint Railway. Les Big Four étaient des sociétés par actions publiques et ont continué à exploiter les chemins de fer au Royaume-Uni jusqu'au 31 décembre 1947.

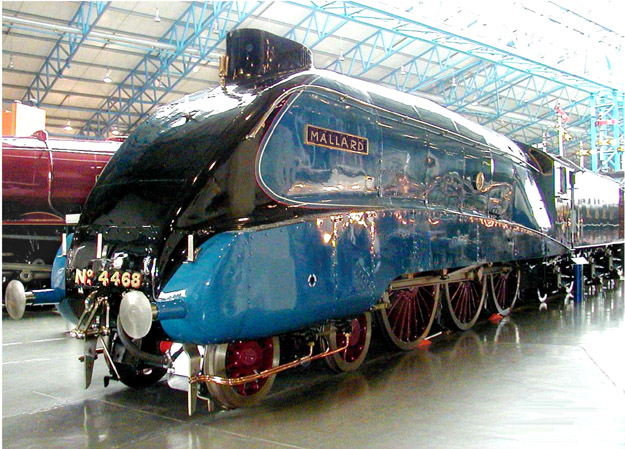
La Class A4 4468 Mallard, détentrice du record mondial de vitesse vapeur, conservée au British National Railway Museum.

La concurrence des transports routiers dans les années 1920 et 1930 réduit considérablement les recettes disponibles pour les chemins de fer, même si les besoins de maintenance sur le réseau n'ont jamais été aussi élevés du fait que beaucoup d'investissements ont été réalisés au cours de la dernière décennie. Les sociétés ferroviaires accusent par ailleurs le gouvernement de favoriser le transport routier à travers la construction de routes subventionnées par le contribuable. Ce dernier répond en présentant plusieurs rapports peu concluants. Mais le Salter Report de 1933 finit toutefois par recommander que les transports routiers soient imposés directement afin de financer les routes. Le Chancelier de l'Échiquier de l'époque, Neville Chamberlain, prend donc la décision d'augmenter la Vehicle Excise Duty (taxe payable par tout automobiliste désirant obtenir la licence de son véhicule) et les taxes sur les carburants sont introduites. Le gouvernement note toutefois que bon nombre de petites lignes ne seront jamais susceptibles de concurrencer le transport routier.
Bien que ces avancées en matière de tarification routière aient contribué à leur survie, les chemins de fer sont toutefois entrés dans une période de déclin lent, en raison d'un manque d'investissements, ainsi que de changements globaux dans la politique des transports et des modes de vie.
Dans la concurrence avec la route, l'un des atouts des chemins de fer à cette époque est la vitesse. Le dernier record de vitesse pour une locomotive à vapeur sur rail est d'ailleurs tenu par la Class A4 Mallard de la compagnie LNER, qui le réalise le 3 juillet 1938 entre Londres et Newcastle upon Tyne. La locomotive atteint alors les 203 km/h.
Durant la Seconde Guerre mondiale, les directions des sociétés se réunissent et décident de fonctionner de manière efficace en une seule et même société. Le recours au chemin de fer durant cette période est alors d'une importance jamais égalée : il faut évacuer les civils, notamment les enfants, vers le nord, et acheminer le matériel de guerre vers les différents ports militaires.
Mais les bombardements de Londres et de Coventry causent d'importants dégâts en matière ferroviaire, et aider à l'effort de guerre du pays pèse lourdement sur les ressources des chemins de fer puisque les investissements privés comme publics ne sont pas au goût du jour. Il parait donc évident, après 1945, qu'étant donné l'état du réseau et plus globalement du ferroviaire, celui-ci ne peut demeurer dans le secteur privé. Aussi tant pour des raisons pratiques qu'idéologiques, le gouvernement britannique décide finalement d'introduire le service ferroviaire dans le secteur public.

## De 1948 à 1994: laBritish Rail

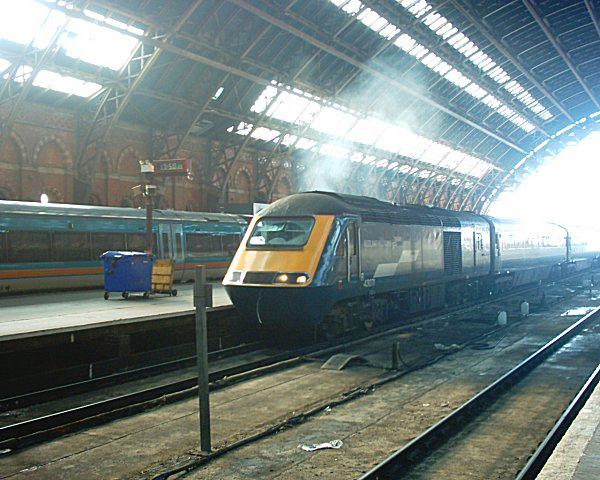
Rame à grande vitesse InterCity 125 de la British Rail en gare de Saint-Pancras.

Le réseau ferré britannique recommandé par le projet Beeching II: le nord de l'Écosse et la plus grande partie du Pays de Galles ne sont plus desservis.

Dès le début de l'année 1948, les chemins de fer sont donc nationalisés pour former la British Railways (Compagnie de chemins de fer britannique) (dernièrement renommée British Rail) sous le contrôle de la British Transport Commission (Commission britannique des transports).
Bien qu'il n'y ait eu que quelques changements par rapport au service initial, l'utilisation s'est accrue et le réseau est tout de même devenu rentable. La reconstitution des voies et des gares est achevée en 1954 et la nouvelle compagnie développe l'électrification des lignes. La même année, des modifications opérées à la Commission britannique des transports, y compris la privatisation des transports routiers, met fin à la coordination des transports au Royaume-Uni. L'activité du rail recule alors, et en 1955, le réseau cesse de nouveau d'être rentable.
Le milieu des années 1950 voit pourtant aussi une introduction hâtive du diesel et du matériel roulant électrique (la compagnie prend la décision d'harmoniser son électrification à 25 000 V alternatif sur ses principales lignes) destinée à remplacer la vapeur conformément à un plan de modernisation d'un coût de plusieurs millions de livres. Mais le transfert tant attendu de la route vers le rail n'a pas lieu et les pertes commencent sérieusement à s'accumuler. Cette incapacité à rendre le rail plus rentable au travers d'investissements conduit les gouvernements, de quelque bord politique qu'ils soient, à restreindre considérablement l'investissement dans ce secteur.
Le désir de rentabilité toujours présent conduit donc à une réduction majeure du réseau au cours du milieu des années 1960. Le Docteur Richard Beeching est alors chargé par le gouvernement de réorganiser les chemins de fer (réorganisation dénommée la Beeching Axe),.
Cette politique induit la fermeture de nombreuses petites lignes et de routes secondaires jugées non rentables. La fermeture des petites gares desservant les communautés rurales supprime un trafic non négligeable de passagers en provenance des services de grandes lignes, et les fermetures de nombreuses gares de marchandises utilisées par les grandes industries du charbon et du fer ont quant à elles conduit à une augmentation du transport de fret sur les routes. Ces fermetures sont pour l'époque extrêmement impopulaires auprès du grand public, et le restent encore aujourd'hui. Le Beeching Axe est ensuite suivi par un Beeching II, qui reste lui cependant moins connu du public.
Le nombre de passagers diminue ainsi régulièrement entre la fin des années 1950 et les années 1970. Mais le service voyageur connait par la suite un renouveau avec l'introduction de la grande vitesse et de l'Intercity 125 à partir de la fin des années 1970 jusqu'au début des années 1980. Les années 1980 connaissent à nouveau, avec le gouvernement conservateur de Margaret Thatcher, des coupes claires en matière de financement gouvernemental, et les tarifs sur les trajets augmentent alors bien au-delà du niveau d'inflation. Le service devient cependant d'un meilleur rapport coût-efficacité.
À la suite de la sectorisation de British Rail, InterCity est devenue rentable. InterCity est devenue l'une des 150 premières entreprises britanniques. Elle assure des liaisons de centre-ville à centre-ville dans tout le pays, d'Aberdeen et Inverness au nord à Poole et Penzance au sud.
Entre 1994 et 1997, la British Rail finit par être privatisée. La propriété des voies et des infrastructures est en outre remise à la compagnie Railtrack. Le service voyageurs est quant à lui concédé à des opérateurs du secteur privé, et les services fret sont vendus en un seul bloc (à l'origine six sociétés sont créées, mais cinq d'entre elles sont finalement vendues à un même acheteur). Le gouvernement conservateur de l'époque, dirigé par John Major déclare que la privatisation doit pouvoir permettre une amélioration dans le service voyageurs. Leur nombre augmente alors jusqu'à atteindre un niveau dépassant celui du milieu des années 1950.

## Après 1995: post-privatisation

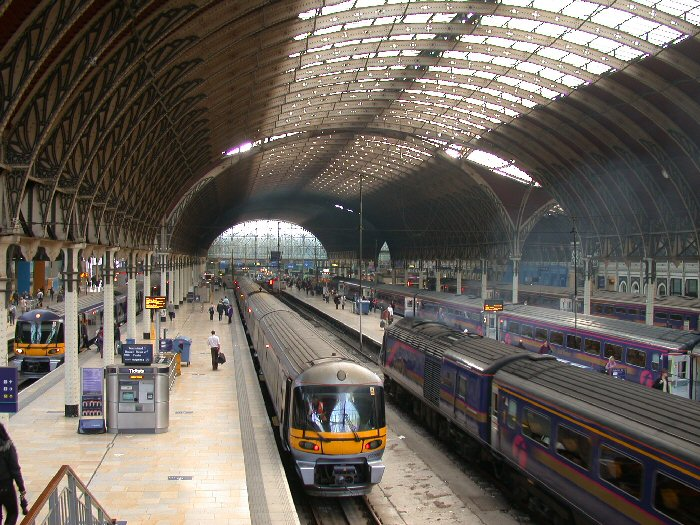
La gare de Paddington à Londres.

Depuis la privatisation, le nombre de passagers transporté a rapidement augmenté pour atteindre en 2010 le plus haut de tous les temps.

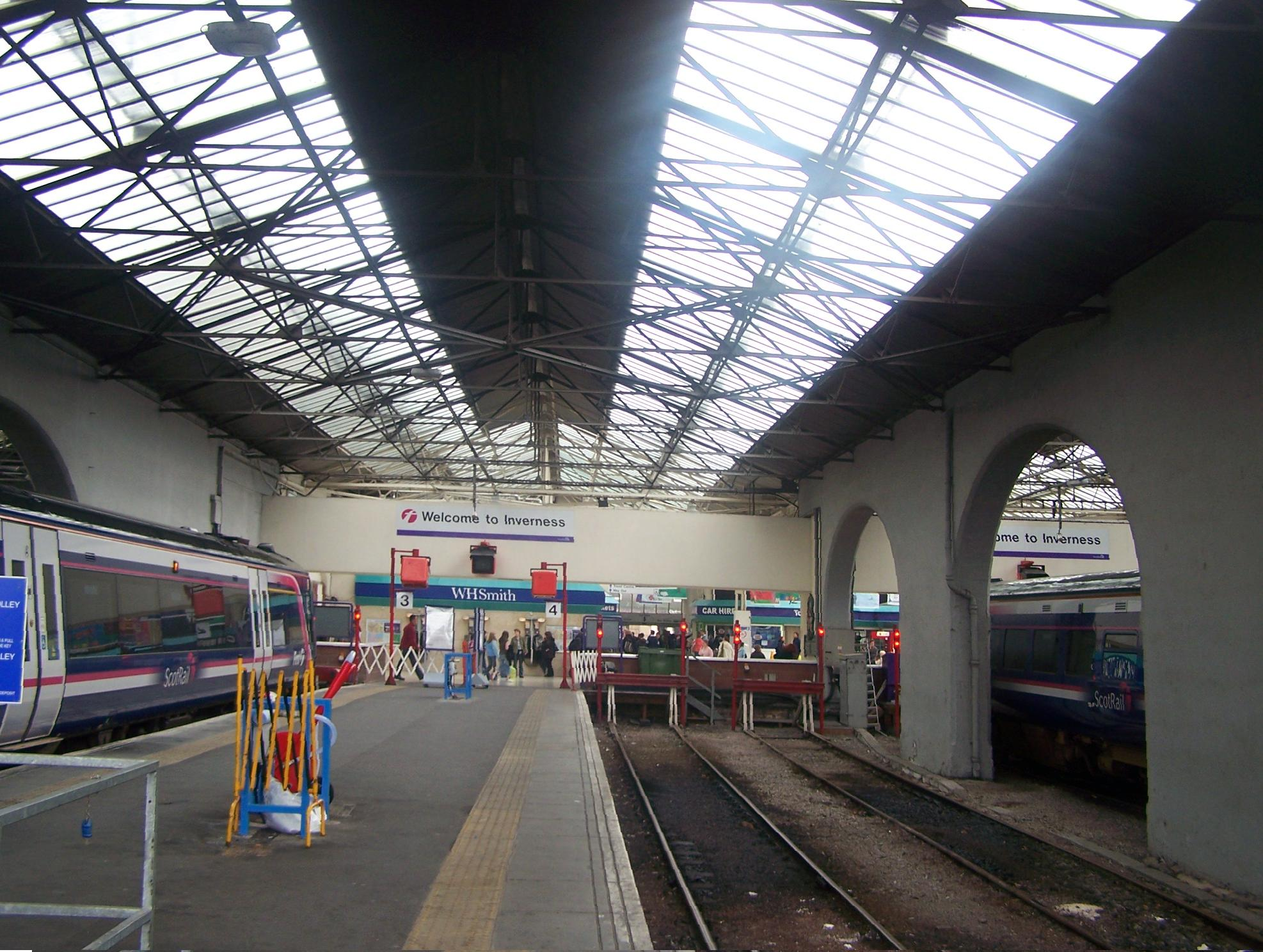
La gare terminus d'Inverness en Écosse.

Mais l'image de marque du ferroviaire auprès du grand public est cependant mise à mal après la privatisation à la suite de la série d'accidents importants, parmi lesquels le crash de Southall en 1997 (train à veille automatique défectueuse lors du passage à un signal fermé), celui de Ladbroke Grove en 1999 (également causé par un système d'arrêt défaillant à un feu rouge), et celui de Hatfield tout juste un an plus tard en 2000 (causé par la fragmentation d'un rail due au développement de fissures microscopiques). L’enquête relative au déraillement de Hatfield (4 morts et 70 blessés en octobre 2000) a permis de comprendre que les gestionnaires privés investissaient très peu dans la sécurité et l'entretien des lignes, l’ensemble de ces dernières étant désormais en mauvais état.
Par suite de ce dernier accident, la société d'infrastructure ferroviaire, Railtrack, décide alors d'imposer plus de 1200 limitations de vitesse d'urgence à travers son réseau et entreprend dans le même temps l'instigation d'un programme national de remplacement des voies extrêmement coûteux. Mais les graves perturbations du réseau national dues aux opérations ainsi que la dérive des coûts de l'entreprise implique finalement toute une série d'événements qui conduisent à son effondrement et à son remplacement en 2002 par Network Rail, une entreprise à capitaux publics.
La privatisation reste tout de même poussée au maximum, et celle-ci préconise notamment une plus grande autonomie des nations constituantes du Royaume-Uni. C'est le cas de l'Écosse qui se voit conférer l'autonomie dans la gestion de tous les domaines ne relevant pas de la compétence exclusive du royaume, parmi lesquels les chemins de fer, à travers le Scotland Act de 1998, faisant lui-même suite au référendum favorable de 1997. Mais en ce qui concerne le secteur ferroviaire, le transfert de compétences n'a lieu de manière effective qu'en octobre 2005. À partir de cette date, Network Rail conserve ses prérogatives (via Network Rail Scotland) de gestion des infrastructures, mais les Écossais obtiennent leur exploitation, c'est-à-dire la capacité à organiser et développer eux-mêmes le service et l'offre ferroviaire sur leur territoire. Par la création de la compagnie First ScotRail, cela se manifeste aujourd'hui par la volonté du gouvernement écossais de donner de vraies et nouvelles prérogatives en matière d'amélioration à la fois du réseau et du trafic. Ainsi ce dernier, dans un but décentralisateur, met en place un véritable organigramme décisionnel. L'on y retrouve à la base des Regional Transport Partnerships (Partenariats de transport régionaux - RTP) qui soumettent eux-mêmes leurs recommandations au High Level OutPut Statement (HLOS) et aux instances politiques d'Édimbourg, afin de mieux répondre aux besoins et attentes au niveau local.
Au Pays de Galles, la plus grosse partie de l'exploitation ferroviaire est assurée par la compagnie Arriva Trains Wales. La concession court depuis le 8 décembre 2003 et doit se terminer à la fin de l'année 2018. Dans une moindre mesure, le pays de Galles reçoit également les trains de la First Great Western (au sud) et de Virgin Trains (au nord). Quant à l'Irlande du Nord enfin, le principal opérateur se trouve être la Northern Ireland Railways (NI Railways). Mais celui-ci côtoie là aussi quelques autres compagnies, notamment les chemins de fer irlandais (Iarnród Éireann) venant de Dublin.
La création de la société Association of Train Operating Companies (nom commercial BritRail) depuis 2000 propose aux visiteurs étrangers des offres de voyages sur le réseau ferré britannique par l'intermédiaire de la compagnie ACP Rail International.
En 2013, un rapport du Centre de recherches sur le changement socioculturel établit que les dépenses publiques dans les réseaux ferroviaires ont été multipliées par six depuis la privatisation de 1993. Selon le document, les sociétés d’exploitation ferroviaire ont bénéficié d’ « une envolée des dépenses publiques à partir de 2001, quand l’État s’est vu contraint d’intervenir pour compenser la faiblesse de leurs investissements ».
En 2018, les tarifs sont les plus élevés d'Europe.

## Grande vitesse
Le royaume s'est vu très lentement doté de la grande vitesse ferroviaire. Le premier train dit « à grande vitesse », l'High Speed Train InterCity 125, suivi de l'InterCity 225 ont tous deux circulé sur le réseau britannique dans les années 1980 et continuent aujourd'hui d'assurer les liaisons « grandes lignes » (longues distances) du pays. Mais leur vitesse reste limitée à 200 km/h, contre 300 km/h pour les TGV français.

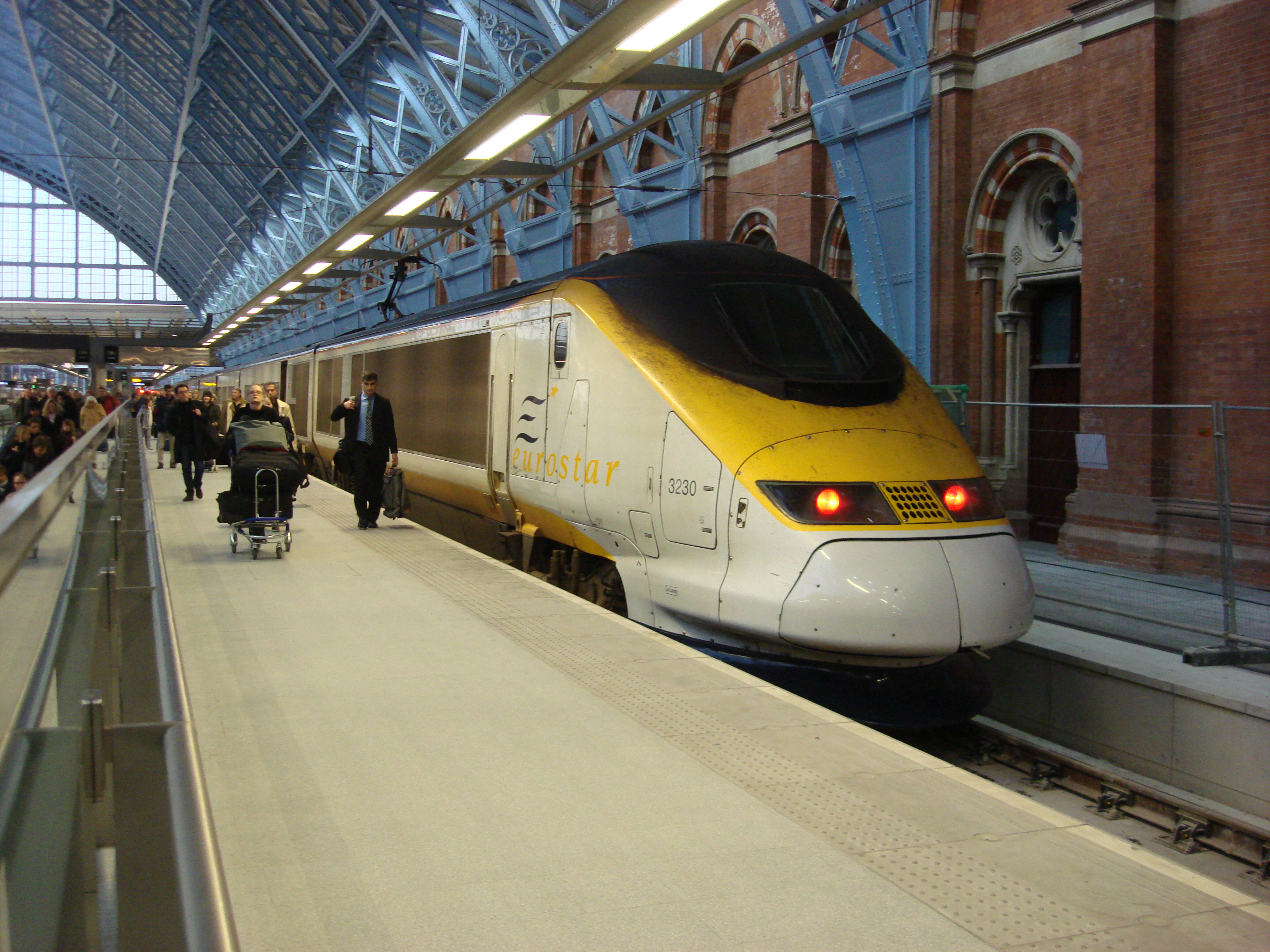
Eurostar en gare de Londres St-Pancras.

Une telle vitesse est néanmoins atteinte au niveau international. La grande vitesse se concrétise en effet avec notamment le percement du tunnel sous la Manche et son inauguration par la reine Élisabeth II et le président français François Mitterrand le 6 mai 1994. Les premiers TGV de type Eurostar (voir aussi TGV TMST) arrivent et quittent Londres (gare de Londres-Waterloo) le 14 novembre 1994. Mais la grande vitesse commerciale (300 km/h) n'existe alors que du côté français avec la LGV Nord. Le premier tronçon de l'High Speed 1, la ligne reliant le tunnel à Londres, est ouvert en 2003. L'inauguration du second tronçon le 4 septembre 2007 s'imbrique avec la création du nouveau terminal d'embarquement de la gare de Saint-Pancras, ouvert le 14 novembre. L'ouverture de cette dernière section et du nouveau terminal permet ainsi un gain total de respectivement 17 et 20 min, laissant donc actuellement le temps de trajet entre Paris et Londres à 2h15, et celui avec Bruxelles en Belgique de 1h51.
La Grande-Bretagne dispose donc actuellement de 109 km de ligne à grande vitesse (300 km/h) et de trois gares dites internationales : Stratford, Ebsfleet et Ashford. La première, située dans la banlieue de Londres, a été desservie par Eurostar qu'à partir des Jeux olympiques d'été de 2012.
Le service commercial des TGV Eurostar est par ailleurs partagé entre la British Rail et la SNCF. Aujourd'hui, la SNCB s'est rajoutée, ainsi que British Airways et National Express (voir London and Continental Railways).

## Situation en 2020
En 2018, une partie du réseau Est, et, en 2020, une partie du réseau Nord, repassent sous contrôle gouvernemental,.
Le projet de ligne rapide (HighSpeed2) , entre Londres et Édimbourg, devrait être progressivement opérationnel en 2026-2033.
Le 20 mai 2021, il est annoncé que l'exploitation des chemins de fer britanniques sera unifiée sous l'entreprise nationale Great British Railways.

## Sources